# Mandas
Mandas (sardisk: Màndas) er en by og en kommune (comune) i provinsen Sud Sardegna i regionen Sardinien i Italien. Byen ligger i 457 meters højde og har 2.192 indbyggere (2016). Kommunen har et areal på 45,02 km² og grænser til kommunerne Escolca, Gergei, Gesico, Nurri, Serri, Siurgus Donigala og Suelli.